# Album1
Album1 (estilizado em caixa baixa) é o álbum de estreia do produtor musical neerlandês San Holo. Foi lançado em 21 de setembro de 2018 por sua gravadora independente, a Bitbird. O álbum apresenta participações especiais de Sofie Winterson, Bipolar Sunshine, James Vincent McMorrow, Yvette Young, Cassini, The Nicholas, Duskus, Caspian and Fazerdaze. O álbum foi apoiado por seis singles: "Worthy", "Lift Me From The Ground", "Brighter Days", "Forever Free", "Surface", and "Voices In My Head".
Grande parte do álbum foi escrito e gravado em um estúdio que Holo criou a partir de um Airbnb alugado na Vestal Avenue em Los Angeles. Diferentemente da maioria dos álbuns convencionais de EDM, Holo se concentrou em escrever e gravar com instrumentos ao vivo e no uso de gravadores analógicos durante o processo de gravação.
Após o seu lançamento, Album1 estreou no número sete na Billboard Dance/Electronic Albums para a semana de 6 de outubro de 2018, tornando-se o primeiro álbum de Holo a alcançar o top 10. Simultaneamente, três singles do  album1  entraram na Dance/Electronic Songs para a mesma semana: "Lift Me from the Ground" re-entrou em 39, enquanto "Show Me" e "Brighter Days" estrearam em 42 e 49, respectivamente. Album1 foi indicado a melhor álbum de dance na Edison Pop Award de 2019.